# Philogalleria basili
Philogalleria basili är en stekelart som beskrevs av Michael G. Fitton 1987. Philogalleria basili ingår i släktet Philogalleria och familjen brokparasitsteklar. Inga underarter finns listade i Catalogue of Life.